# Atari Mega STE

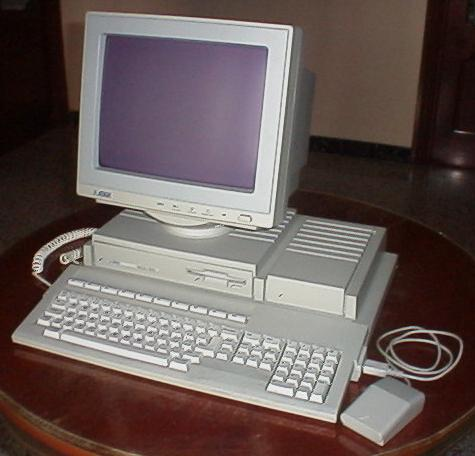
Atari Mega STE

L'Atari Mega STE est un ordinateur personnel produit par la firme Atari dès 1991. Dernier de la série des ST, il constitue une synthèse du savoir-faire d'Atari en matière d'ordinateurs personnels basés sur les microprocesseurs 680x0. La machine est basée sur le hardware du STE mais emprunte plusieurs améliorations à l'Atari TT, ce qui lui donne une vocation professionnelle supérieure à ses prédécesseurs.

## Description
À sa sortie en 1991, le Mega STE est proposé en versions de base avec 2 ou 4 Mo de mémoire, un disque dur interne et un moniteur monochrome haute résolution. Il existe également une version dite « Open » qui n'embarque que 1 Mo de RAM et ni disque dur, ni contrôleur de disque.
La compatibilité avec la série des ST/STE est presque totale, contrairement au TT, et la machine bénéficie des améliorations suivantes : un coprocesseur arithmétique optionnel MC68881, un port VME, deux ports série RS232 supplémentaires, un port pour réseau local (LAN), le support des lecteurs de disquettes 1,44 Mo, un boitier avec clavier séparé.
Autre amélioration, le processeur MC68000 peut tourner indifféremment à 8 ou 16 MHz avec une option « cache ». Le système d'exploitation TOS, qui doit être mis à jour pour gérer ces fonctionnalités, porte les numéros 2.0 à 2.06. Atari en a profité pour améliorer la souplesse de la gestion du bureau et des icônes.

## Spécifications
- Processeur Motorola MC68000, 16/32 bits cadencé à 8 ou 16 MHz (modifiable par logiciel sans réinitialisation)
- Mémoire cache activable à 16 MHz
- Coprocesseur arithmétique Motorola MC68881 en option
- 4 banques de RAM pour barrettes SIMM 30 broches
  - Minimum 512 ko avec deux barrettes de 256 ko
  - Maximum 4 Mo avec quatre barrettes de 1 Mo.
- Contrôleur SCSI-1, disque dur interne (sauf version Open)
- Port ACSI DMA compatible avec celui du ST
- Son DMA en 8 bits, stéréo, jusqu'à 50 kHz compatible avec celui du STE
- Trois ports série jusqu'à 115 200 bauds, l'un pouvant être redirigé vers le port LAN
- Ports MIDI
- Port parallèle
- Port clavier (compatible Atari TT) accueillant ensuite le joystick et la souris
- Sortie stéréo RCA
- Port Moniteur DIN affichant les résolutions :
  - 320 × 200 en 16 couleurs parmi 4 096 ou 640 × 200 4 couleurs sur moniteur RVB de type télévision
  - 640 × 400 monochrome sur moniteur haute résolution Atari ou moniteur VGA avec adaptateur tiers
- Port VME utilisable pour :
  - cartes graphiques (NOVA, CrazyDots, etc.) permettant des modes Truecolor
  - cartes Ethernet
  - extensions mémoire (jamais sorties)
- Port cartouche compatible ST
- Lecteur de disquettes 720 Ko ou 1,44 Mo (formatage MS-DOS standard)
- Port pour second lecteur de disquettes
- Horloge sur accumulateur afin de sauvegarder l'heure et la date, ce qui n'est pas le cas sur les ST.
- Nouveau système d'exploitation TOS 2.0x (2.06 pour le plus abouti) en ROM
- Dimensions : L 490 × H 90 × P 290 mm
- Consommation : 95 W